# René Bader
René Bader (Bázel, 1922. augusztus 7. – Bázel, 1995) svájci labdarúgócsatár, edző.